# Kniha společných modliteb

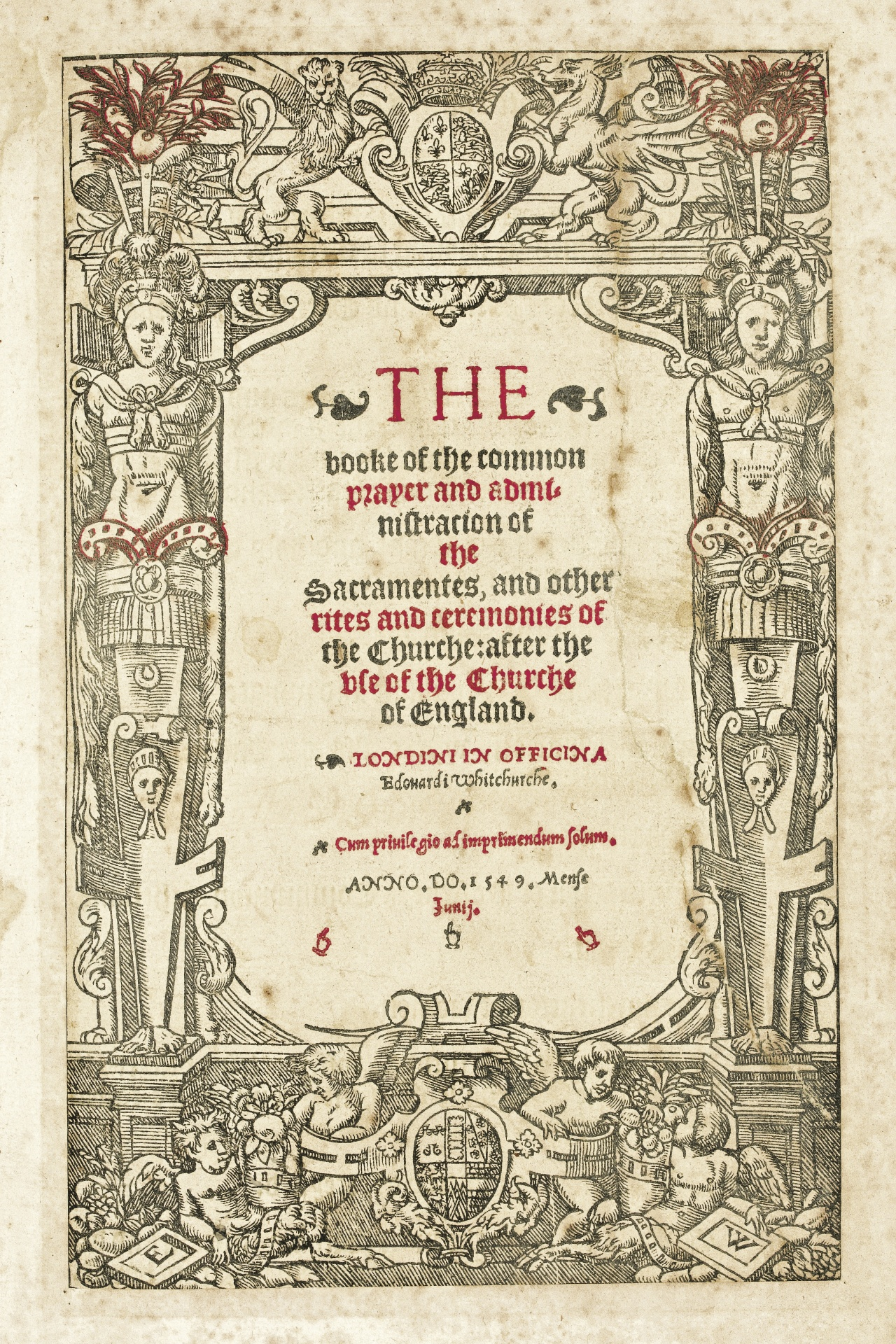
První vydání Knihy společných modliteb z roku 1549

Kniha společných modliteb nebo také Kniha obecných modliteb (anglicky Book of Common Prayer) je liturgická kniha Anglikánské církve a dalších církví anglikánského společenství. První vydání z roku 1549 bylo silně ovlivněno učením Martina Luthera, její znění z roku 1552 je více pod vlivem kalvinismu. Poslední významné změny byly v knize provedeny roku 1662.
Je užívána bývalými anglikány v rámci katolických osobních ordinariátů. 